# Филиппинские пищухи
Филиппи́нские пищу́хи (лат. Rhabdornis) — род птиц из семейства скворцовых (Sturnidae). Включает в себя 4 вида, обитающих исключительно на Филиппинах.
Самец и самка отличаются цветом оперения. Для птиц характерны сильные ноги, с помощью которых они бегают по стволам деревьев. Своим слегка вперёд согнутым клювом они ищут в расщелинах коры насекомых. Своим языком в форме кисти они собирают в цветках нектар, либо питаются плодами.

## Классификация
В род включают 4 вида:
- Пестроголовая филиппинская пищуха[1] (Rhabdornis mysticalis)
  - Rhabdornis mysticalis minor
  - Rhabdornis mysticalis mysticalis
- Буроголовая филиппинская пищуха[1] (Rhabdornis inornatus)
  - Rhabdornis inornatus alaris
  - Rhabdornis inornatus inornatus
  - Rhabdornis inornatus leytensis
  - Rhabdornis inornatus rabori (выделен в отдельный вид, см. ниже)
- Длинноклювая филиппинская пищуха[источник не указан 2570 дней] (Rhabdornis grandis)
- Rhabdornis rabori